# Нова військова церква (Дніпро)
Нова військова церква (Хрестовоздвиженський військовий храм)— колишній православний собор військового відомства у Катеринославі, тепер є «старим» спортивним залом ПДАБА.

## Дерев'яний храм
Спочатку для 133-го піхотного Сімферопольського полку, розміщеного в Катеринославі, у 1885 році було збудовано невелику дерев'яну Хрестовоздвиженську церкву, обкладену цеглою і розраховану на 400 осіб. У 1909 році з огляду на те, що цей храм прийшов у ветхість і став для чинів полку маломістким, Військовим міністерством було виділено 44000 карбованців на побудову нової однойменної кам'яної церкви за раніше затвердженим зразком.
З 1892 року священиком Сімферопольського полку був Василь Хрисантович Ігнатенко (відомості на 1913 рік), що служив у цій церкві.

## Кам'яний собор
Хрестовоздвиженський собор був зведений у тодішньому Катеринославі (сучасному місті Дніпрі) за типовим проєктом військових храмів, затвердженим Будівельною комісією в 1901 році (архітектор Федір Михайлович Вержбицький). Всього в Російській Імперії до 1917 року було збудовано не менше шістдесяти таких церков.
Спочатку під церкву просилося місце між вулицями Міткою, Табірною, Нагірною, Басейною (поблизу кінцевої зупинки бельгійського трамвая) як найближче порожнє до казарм Сімферопольського та Феодосійського полків. Але закладка відбулася 17 квітня 1911 року на площі Абрамовича (Олександрівської) нового кам'яного однопрестольного храму на честь Воздвиження Хреста Господнього для полків 1-ої бригади 34-ої піхотної дивізії. Відразу після свого заснування храм отримав у народному побуті кілька назв – «Нова військова церква» та «Церква 228-го запасного піхотного полку». Будівництво церкви проходило досить швидко, адже як основна робоча сила були солдати Катеринославського гарнізону. 23 вересня 1912 року новий храм було освячено. Урочисте богослужіння очолив керуючий єпархією – єпископ Катеринославський та Маріупольський Агапіт (Вишневський). Площа Абрамовича, на якій стояв собор, займала квартал, обмежений вулицями Паторжинського, Чернишевського, Моссаковського й Жуковського, де зараз розташований комплекс будівель Придніпровської державної академії будівництва і архітектури.

## Зовнішній та внутрішній інтер'єри
Для розпису вівтарної стіни було запрошено викладача графічних мистецтв у 2-й Класичній Гімназії І.Д. Євсєєвського, який за 375 р. написав на вівтарній стіні образ Богоматері (копію із зображеннями у Київському Володимирському соборі) як жертву для храму додав чотирьох Євангелістів у вітрилах купола храму та Деїсуса (лики Спасителя, Божої Матері та Іоанна Предтечі) на передвівтарній стіні.
Купол був встановлений над вівтарем, а не над серединою храму, це останнє залежало не від волі Комітету, а становить особливість тих військових церков, які за певної відпустки 44.000 р. будуються за єдиним і тим самим проєктом військової церкви на 900 нижніх чинів, складеним згідно з Високим схваленим 3.04.1901 проєктом військової церкви на 630 нижніх чинів, виробленого Високо затвердженому Комісії для задоволення релігійних потреб військ.
Облицювання будівлі білою силікатною цеглою було дозволено лише після подання особливого посвідчення Катеринославської Міської Управи про застосування подібної цегли для багатьох громадських та приватних будівель (зі силікатної цегли обкладена в Катеринославі церква при Архієрейському будинку, Вознесенська церква, що будується, міський будинок, дві жіночі гімназії, 2-е реальне училище).

У спорудженні храму особливо діяльну участь узяв капітан 133-го піхотного Сімферопольського полку Андрій Федорович Стешенко, який протягом 9 років виконував посаду ктитора старої бригадної церкви. Церковна сума за цей час збільшилася з 962р. (1906) до 4691. Не кажучи вже про початкову організацію та введення будівельного комітету, які він вів особисто за званням члена діловода, під його спостереженням будівництво всього храму було закінчено вчорне – кам'яні стіни, куполи, дах, установка дзвону, огорожі, ґрати. Однією з останніх робіт у храмі було проведення електрики. Зовні храм був обнесений залізною огорожею на кам'яному цоколі. До церкви була приписана невелика каплиця на гарнізонному кладовищі.

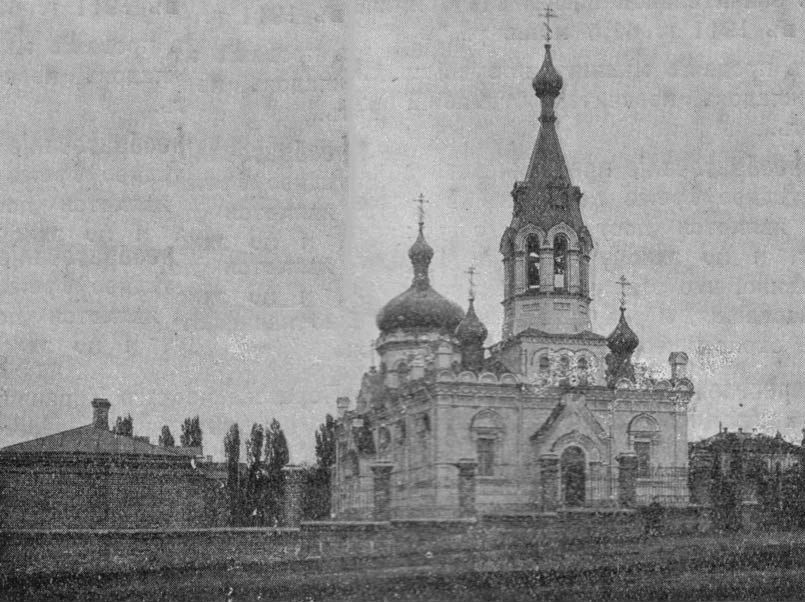
Церква на світлині поч. XX ст.

## Спортивна зала ПДАБА
За радянських часів храм був закритий і обезголовлений. У 1930 році площу Абрамовича передано під забудову будівельного інституту. На південно-західному її куту почато будівництво головного (старого) корпусу інституту. У храмовому будинку після деякого переобладнання, розмістилася піротехнічна фабрика, а в роки німецької окупації Дніпропетровська у військовому храмі було відновлено богослужіння. Згодом будівля церкви перевлаштована на спортивний зал, до якого потім добудовано у 1960-х новий спортивний зал і приміщення катедри фізкультури.
Зараз залишки храму являють собою сумне видовище — його абсиду знесено, а з боку північного, південного та західного фасадів у 1960-і роки були зроблені різні кам'яні прибудови, що перебувають у веденні вищезгаданого навчального закладу.

## Плани реконструкції
Обговорюються проєкти відбудови церкви у оригінальній подобі зі знесенням студентських гуртожитків з північної й західної сторони, спортивної зали і басейну, організація площі й паркінга, а також будівництва нового учбового корпусу на сході вздовж вулиці Жуковського.